# Eosentomon dounanense
Eosentomon dounanense är en urinsektsart som beskrevs av Imadaté 1994. Eosentomon dounanense ingår i släktet Eosentomon och familjen trakétrevfotingar. Inga underarter finns listade i Catalogue of Life.